# Thomas Tellefsen

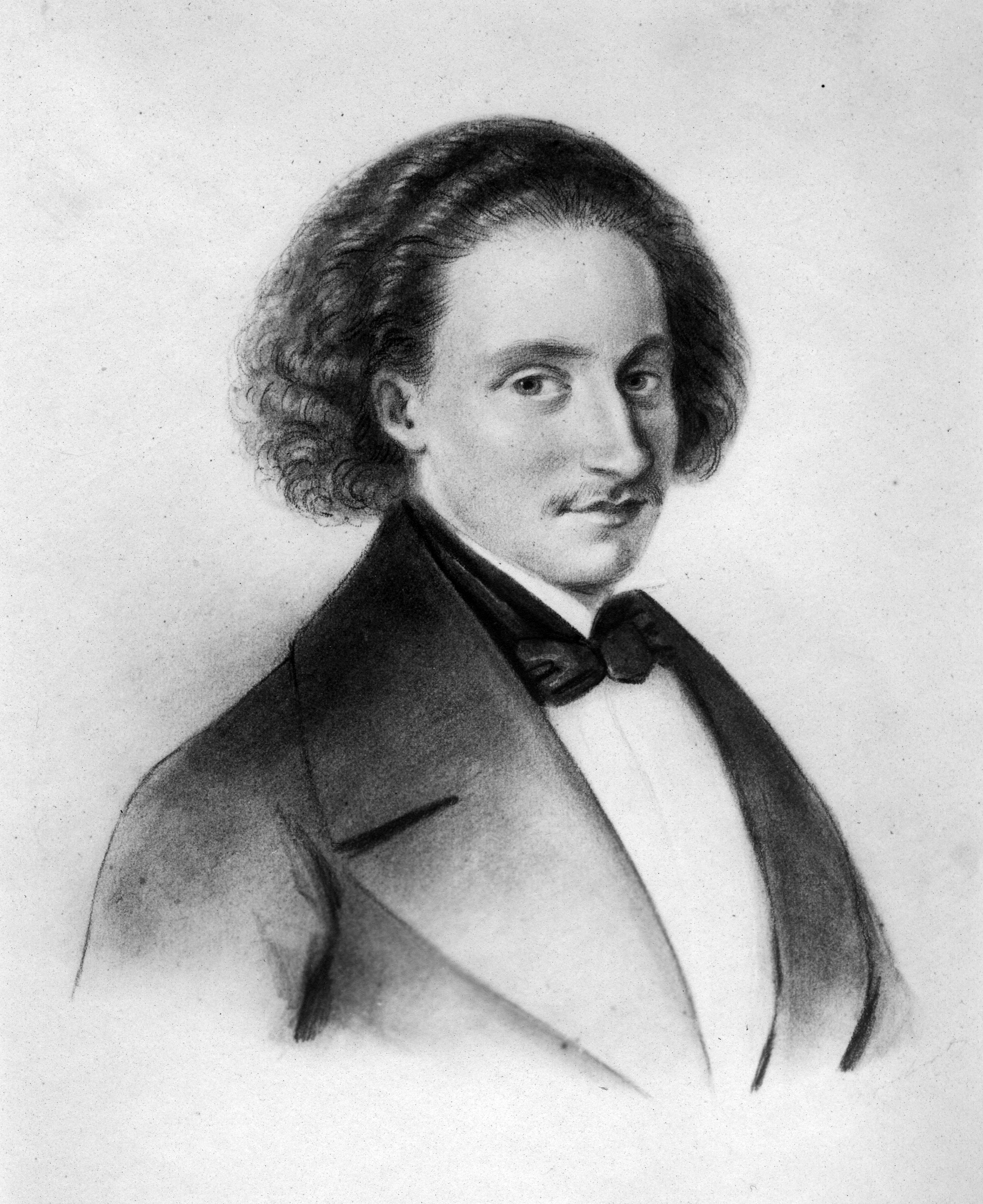
Thomas Tellefsen.

Thomas Dyke Auckland Tellefsen, född 26 november 1823 i Trondheim, död 6 oktober 1874 i Paris, var en norsk pianist och tonsättare. 
Tellefsen kom vid 19 års ålder till Paris, där han blev elev till Friedrich Kalkbrenner och Frédéric Chopin samt snart själv en eftersökt lärare och pianist. Han gav åtskilliga konserter i Skandinavien (Stockholm 1855, då han även invaldes som ledamot av Kungliga Musikaliska Akademien) och Storbritannien och fick rykte i synnerhet som Chopinspelare. Hans omkring 50 kompositioner, i synnerhet för piano, uppvisar vid sidan av den nationella grundtonen påverkan av Chopin, märkbart bland annat i den eleganta utformningen.